# Menachem Mendel Schneersohn
Menachem Mendel Schneersohn (także Menachem Mendel lub Tzemach Tzedek) (ur. 9 września 1789, zm. 17 marca 1866) – trzeci rabin Chabad-Lubawicz. Znany z dobrych kontaktów z innymi wspólnotami żydowskimi. Autor kompilacji dzieł pierwszego rabiego Zalmana: Mi'Kol Ha'Shanah (znane jako Siddur Im Dach), Likutei Torah oraz Torah Ohr. Autor filozoficznego tekstu "Sefer Chakira: Derech Emuna" (Księga filozofii: Droga wiary).